# Минима моралија
Минима моралија је дјело (неки га квалификују као скуп афоризама - види везу са Редмондовим преводом) њемачког филозофа, социолога и критичара друштва, Теодора Адорна, објављено први пут 1951. године у издавачкој кући Suhrkamp, у Берлину и Франкфурту на Мајни. Састоји из три дијела у којима се аутор износи своје рефлексије о моралу, филозофији, књижевности, умјетности, друштву, са критичким тоном и из перспективе једног културолошког прогнаника, избјеглице, што је Адорно био за вријеме епохе нацизма у Њемачкој. Миниму моралију многи сматрају фундаменталним дјелом критичке теорије.